# The Benny Hill Show
Benny Hill Show  var en brittisk komediserie som gick på TV i över 140 länder mellan åren 1955 och 1991. Showen med Benny Hill i huvudrollen var uppdelad i olika mini-sketcher anspelade allt som oftast på att män i clownliknade dräkter sprang runt och jagade lättklädda damer. Kritikerna anklagade showen för sexism, men man försvarade programmet med att de kvinnliga karaktärer höll sin värdighet medan det var män jagade dem och framställde sig själva som sämre människor.
Programmet, som i början var en hit i Storbritannien, fick genomslag utomlands när Thames Television, som ägde Benny Hill-programmet, fick kontrakt med två stora bolag i USA, New York WOR-TV och KHJ-TV i Los Angeles i början av 1970-talet. Spridningen av programmet fortsatte till Europa, Australien och Asien under 1980 och 1990-talet. Vid sin topp 1977 tittade 21,1 miljoner människor på showen.
Det var ofta flera gästskådespelare och gästartister som gästade programmet.
Som signaturmelodi spelades låten Yakety Sax. I själva showen brukade däremot ofta låten Mah Nà Mah Nà spelas.

## Programlista
- The Benny Hill Show , sändes på BBC1 (1955, 1957–1958, 1961, 1964–1966, 1968) - 32 episoder spelades in.
- The Benny Hill Show , sändes på ATV (1957–1960, 1967) - 9 episoder spelades in.
- The Benny Hill Show , sändes på Thames (1969–1986, 1988–1989) - 58 episoder spelades in.